# Ескортні міноносці типу «Мацу»
Ескортні міноносці типу «Мацу» (яп. 松型駆逐艦, Matsu-gata kuchikukan) — ескортні міноносці Імперського флоту Японії періоду Другої світової війни.

## Історія створення
Значні втрати, яких зазнав флот Японії в кампанії на Соломонових островах, змусили штаб флоту переглянути політику будівництва есмінців. Вдалі ескадрені міноносці типу «Югумо» вимагали багато часу на будівництво, якого флот не мав. Тому вирішальним чинником була швидкість будівництва.

## Конструкція

### Підтип «Мацу»
Для зменшення строків будівництва використовувались різноманітні заходи. Зокрема, почала широко застосовувати електрозварювання. Вперше на японських есмінцях силова установка розміщувалась за ешелонним принципом, з чергуванням котельних та машинних відділень. Щоб не збільшувати розміри корабля, встановлювали тільки два котли. Це призвело до зменшення потужності на понад 60 % — до 19 000 к.с. і відповідно до зменшення швидкості до 28 вузлів. Але це тепер не мало особливого значення, оскільки кораблі мали використовувати переважно для ескортної служби і їхнє використання спільно з флотом не передбачалось.
Вперше на японських есмінцях не встановлювали закриті спарені башти з 127-мм гарматами. Замість них встановили більш пристосовані для ведення зенітного вогню 127/45-мм гармати «Типу 89». Вони використовували ті ж снаряди, що й стандартні гармати есмінців, але меншу початкову швидкість.
Кормова установка була відкрита, носова мала захисний щит.
Оскільки торпедне озброєння було ефективне у ближньому бою, то на кораблі планувалось встановити шеститрубні 533-мм торпедні апарати. Але цей задум не був здійснений, і на кораблі встановили стандартні чотиритрубні 610-мм апарати.
Зенітне озброєння складалося з чотирьох спарених і дванадцяти одиночних 25-мм гармат «Типу 96».
За програмою будівництва 1942 року замовили 29 кораблів, але будівництво останніх 11 кораблів скасували на користь модифікованого підтипу «Татібана».
Загалом флот упорався з поставленим завданням — кораблі здавались флоту через 5—9 місяців з моменту закладки.

### Підтип «Татібана»
Підтип «Татібана» був спрощеним варіантом кораблів підтипу «Мацу». Була зменшена кількість вигнутих профілів, спрощена конструкція містків та щогл. Кораблі будувались з м'якої сталі, і були на 50 тонн важчі від попередників.
За програмою будівництва 1942 року та програмами 1943—1944 років замовили 33 кораблі, але будівництво 10 останніх скасували. Також скасовано й будівництво за програмою 1944—1945 років.
Будівництво останніх 8 кораблів програми 1942 року також припинили, оскільки всі сили скерували на будівництво надмалих підводних човнів та людино-керованих торпед.

## Представники
| Назва             | Верф                     | Закладений            | Спущений на воду       | Вступив у стрій        | Доля |
| ----------------- | ------------------------ | --------------------- | ---------------------- | ---------------------- | --- |
| Підтип «Мацу»     |                          |                       |                        |                        | |
| Мацу              | Верф флоту в Майдзуру    | 8 серпня 1943 року    | 3 лютого 1944 року     | 28 квітня 1944 року    | Потоплений 4 серпня 1944 року на шляху від островів Огасавара                                                                                             |
| Таке              | Верф флоту у Йокосуці    | 15 жовтня 1943 року   | 28 березня 1944 року   | 16 червня 1944 року    | У 1947 році переданий Великій Британії, пущений на злам                                                                                                   |
| Уме               | Верф Фуджінагата в Осаці | 25 січня 1944 року    | 24 квітня 1944 року    | 28 червня 1944 року    | 31 січня 1945 року потоплений поблизу Формози |
| Момо              | Верф флоту в Майдзуру    | 5 листопада 1943 року | 25 березня 1944 року   | 10 червня 1944 року    | Потоплений 15 грудня 1944 року у Південнокитайському морі                                                                                                 |
| Кува              | Верф Фуджінагата в Осаці | 20 грудня 1943 року   | 25 травня 1944 року    | 15 липня 1944 року     | Потоплений 3 грудня 1944 року в затоці Ормок |
| Кірі              | Верф флоту у Йокосуці    | 1 лютого 1944 року    | 27 травня 1944 року    | 14 серпня 1944 року    | У 1947 році переданий СРСР, пущений на злам у 1969 році                                                                                                   |
| Сугі              | Верф Фуджінагата в Осаці | 25 лютого 1944 року   | 3 липня 1944 року      | 25 серпня 1944 року    | У 1947 році переданий Китаю, в 1954 році виключений зі списків флоту                                                                                      |
| Макі              | Верф флоту в Майдзуру    | 10 лютого 1944 року   | 10 червня 1944 року    | 10 серпня 1944 року    | У 1947 році переданий Великій Британії, пущений на злам                                                                                                   |
| Момі              | Верф флоту у Йокосуці    | 1 лютого 1944 року    | 16 червня 1944 року    | 3 вересня 1944 року    | Потоплений 5 січня 1945 року в Південнокитайському морі                                                                                                   |
| Касі              | Верф Фуджінагата в Осаці | 5 травня 1944 року    | 13 серпня 1944 року    | 30 вересня 1944 року   | У 1947 році переданий США, пущений на злам |
| Кая               | Верф флоту в Майдзуру    | 10 квітня 1944 року   | 30 липня 1944 року     | 30 вересня 1944 року   | У 1947 році переданий СРСР, в 1959 році пущений на злам                                                                                                   |
| Нара              | Верф Фуджінагата в Осаці | 10 червня 1944 року   | 12 жовтня 1944 року    | 26 листопада 1944 року | У 1948 році пущений на злам |
| Сакура            | Верф флоту у Йокосуці    | 2 червня 1944 року    | 6 вересня 1944 року    | 25 листопада 1944 року | 11 липня 1945 року підірвався на міні у Внутрішньому Японському морі                                                                                      |
| Янагі             | Верф Фуджінагата в Осаці | 20 серпня 1944 року   | 25 листопада 1944 року | 8 січня 1945 року      | У 1947 році пущений на злам |
| Цубакі            | Верф флоту в Майдзуру    | 20 червня 1944 року   | 30 вересня 1944 року   | 30 листопада 1944 року | У 1948 році пущений на злам |
| Хінокі            | Верф флоту у Йокосуці    | 4 березня 1944 року   | 4 липня 1944 року      | 30 вересня 1944 року   | Потоплений 7 січня 1945 року в Південнокитайському морі                                                                                                   |
| Каеде             | Верф флоту у Йокосуці    | 4 березня 1944 року   | 25 червня 1944 року    | 30 жовтня 1944 року    | У 1947 році переданий Китаю, в 1962 році пущений на злам                                                                                                  |
| Кеякі             | Верф флоту у Йокосуці    | 22 червня 1944 року   | 30 вересня 1944 року   | 15 грудня 1944 року    | У 1947 році переданий США, 29 жовтня 1947 року потоплений як ціль                                                                                         |
| Підтип «Татібана» |                          |                       |                        |                        | |
| Какі              | Верф флоту у Йокосуці    | 5 жовтня 1944 року    | 11 грудня 1944 року    | 5 березня 1945 року    | У 1947 переданий США, пущений на злам |
| Каба              | Верф Фуджінагата в Осаці | 5 жовтня 1944 року    | 27 лютого 1945 року    | 29 травня 1945 року    | У 1947 переданий США, пущений на злам |
| Татібана          | Верф флоту у Йокосуці    | 8 липня 1944 року     | 14 жовтня 1944 року    | 20 січня 1945 року     | 14 липня 1945 року потоплений біля острова Хоккайдо |
| Цута              | Верф флоту у Йокосуці    | 31 липня 1944 року    | 2 листопада 1944 року  | 8 лютого 1945 року     | У 1947 році переданий Китаю, в 1949 році сів на рифи |
| Хагі              | Верф флоту у Йокосуці    | 11 вересня 1944 року  | 27 листопада 1944 року | 1 березня 1945 року    | У 1947 році переданий Великій Британії, пущений на злам                                                                                                   |
| Суміре            | Верф флоту у Йокосуці    | 21 жовтня 1944 року   | 27 грудня 1944 року    | 26 березня 1945 року   | У 1947 році переданий Великій Британії, використаний як ціль                                                                                              |
| Кусунокі          | Верф флоту у Йокосуці    | 9 листопада 1944 року | 8 січня 1945 року      | 28 квітня 1945 року    | У 1947 році переданий Великій Британії, пущений на злам                                                                                                   |
| Хацудзакура       | Верф флоту у Йокосуці    | 4 грудня 1944 року    | 10 лютого 1945 року    | 18 травня 1945 року    | У 1947 році переданий СРСР, у 1959 році зданий на злам |
| Ніре              | Верф флоту в Майдзуру    | 14 серпня 1944 року   | 25 листопада 1944 року | 31 січня 1945 року     | У 1947 році зданий на злам |
| Насі              | Верф Кавасакі в Кобе     | 1 вересня 1944 року   | 17 січня 1945 року     | 15 березня 1945 року   | Потоплений 28 липня 1945 року під час авіанальоту У 1956 році піднятий, відремонтований і введений у стрій під назвою «Вакаба» Зданий на злам у 1971 році |
| Сіі               | Верф флоту в Майдзуру    | 18 вересня 1944 року  | 13 січня 1945 року     | 13 березня 1945 року   | У 1947 році переданий СРСР, У 1960 році зданий на злам |
| Енокі             | Верф флоту в Майдзуру    | 14 жовтня 1944 року   | 27 січня 1945 року     | 31 березня 1945 року   | 26 червня 1945 року підірвався на міні в Японському морі                                                                                                  |
| Одаке             | Верф флоту в Майдзуру    | 5 листопада 1944 року | 10 березня 1945 року   | 15 травня 1945 року    | У 1947 році переданий США, потоплений як ціль |
| Хацууме           | Верф флоту в Майдзуру    | 8 грудня 1944 року    | 25 квітня 1945 року    | 18 червня 1945 року    | У 1947 році переданий Китаю, списаний у 1961 році |